# Verb
Verb (av lat. verbum, ord) är en ordklass som innehåller ord som uttrycker handlingar, skeenden, processer, tillstånd och liknande. Ett verb beskriver något man gör eller något som händer. Verb kan i svenskan böjas efter tempus, modus och diates. I vissa andra språk, till exempel ryska och grekiska, förekommer aspekt som böjningskategori. I många språk böjs verben också efter person, numerus och i vissa språk även genus. 

## Verb i svenskan
En vanlig minnesramsa är  Verb är något du kan göra, till exempel se och höra. Exempel på verb är redigera, skriva, åldras, må, trivas, sjunga, ljuga. På svenska kännetecknas verb av att man kan sätta ett att framför dem, "att redigera", "att skriva" och så vidare.
I svensk text utgör verben mellan 15 och 20 procent av textmassan. I talspråk förekommer fler verb än i skriftspråk. Ordklassen är en "öppen" eller produktiv ordklass, vilket innebär att nya verb hela tiden tillkommer i språket. Exempel på verb som finns på Språkrådets nyordlista för 2006 är curla (skämma bort) och legga (be att få se någons legitimation). 

### Avgränsning
I svenskan är det relativt lätt att formmässigt avgränsa verben mot andra ordklasser, eftersom de böjs på ett speciellt sätt (se nedan). Även betydelsemässigt skiljer de sig från övriga ordklasser, eftersom de uttrycker händelser eller processer. Det råder däremot delade meningar om hur de infinita verbformerna presens particip och perfekt particip ska klassificeras, det vill säga ord som är avledningar av verb med ändelser som till exempel -ande ("vrålande") eller -d ("omtalad"). Vissa grammatikor placerar participen i en egen ordklass, medan andra klassificerar dem som adjektiv.

## Syntaktisk ram
Verb uppträder i olika syntaktiska ramar. Man måste känna till vilken syntaktisk ram som gäller i ett visst sammanhang för att använda dem rätt. Den syntaktiska ramen utgörs av vilket antal argument de tar, vilka satsdelsfunktioner argumenten har och huruvida argumenten styrs av prepositioner. Till exempel tar verbet sova vanligtvis ett argument (jag sover), hitta på vanligtvis två argument (jag hittade på det) och påminna vanligtvis tre (jag påminde Maja om det). Ett exempel på argumentens satsdelsfunktion är ett verb som vandra vars andra argumentet vanligtvis är ett adverbial (jag vandrade till toppen). Till verb som överlämna styrs det argument som betecknar den man överlämnat något till av prepositionen till (jag överlämnade brevet till Karin).

## Böjning
Verben har den i språket unika funktionen att med hjälp av sin förmåga att ändra form (konjugation) uttrycka handlingarnas eller skeendenas relativa placering i tiden: I dag skriver hon, igår skrev hon. Vem har skrivit detta? Vad kommer hon att skriva i morgon?
De vanligaste verbformerna i svenska är infinitiv ((att) sjunga), presens (sjunger), preteritum (sjöng) och supinum (sjungit). Supinum används för att bilda perfekt (har sjungit) och pluskvamperfekt (hade sjungit).
Verb kan i svenskan böjas efter tempus, modus och diates. I vissa andra språk, till exempel ryska och grekiska, förekommer aspekt som böjningskategori. I många språk böjs verben också efter person, numerus och i vissa språk även genus. I fornsvenskan böjdes verben efter både person och numerus. Rester av det gamla böjningssystemet levde kvar ända fram till 1950-talet, då man skilde mellan singular- och pluralformer av verben: Jag är, går, sprang, men vi äro, gå, sprungo. 
Opersonligt kallas ett verb när det saknar subjekt, alltså när något händer, men ingen utför handlingen. I germanska språk sätts ett anonymt subjekt ut (svenska det, engelska it, tyska es) och verbet böjs i singular neutrum (det regnar, it rains, es regnet). I slaviska språk böjs verbet på samma sätt, men inget subjekt sätts ut (ryska случилось – det hände).
Genom diateserna aktiv och passiv kan verben uttrycka om subjektet eller objektet i en sats är den som agerar: I aktiv sats är det subjektet som handlar: Kvinnan klappar barnet. I passiv sats är subjektet passivt och agenten agerar: Barnet klappas av kvinnan.